# Triganino de Modène
Le triganino de Modène est une race de pigeon domestique originaire d'Italie, plus précisément de la province de Modène. C'est une race de type poule.

## Histoire
Son nom vient du grec trigon qui signifie « tourterelle » à laquelle il ressemble.
Cette race est mentionnée dès le début du XIVe siècle dans la région de Modène. Elle est élevée un temps comme race de pigeon voyageur, mais surtout pour ses capacités de vol et cela donne lieu à des jeux et des compétitions.
Aujourd'hui elle est en danger d'extinction et elle est élevée par quelques passionnés pour sa beauté. Le club du triganino fondé en 1988 regroupe ses éleveurs.

## Description
Le triganino de Modène présente deux cents variétés de couleurs, réparties en trois groupes : Gazzo, Schietto et Magnano (arlequin).
Les Gazzo ont le corps blanc avec juste la tête, les ailes, la queue avec coin et couvertures colorés.
Les Schietto ont le corps totalement coloré (sauf en blanc, évidemment).

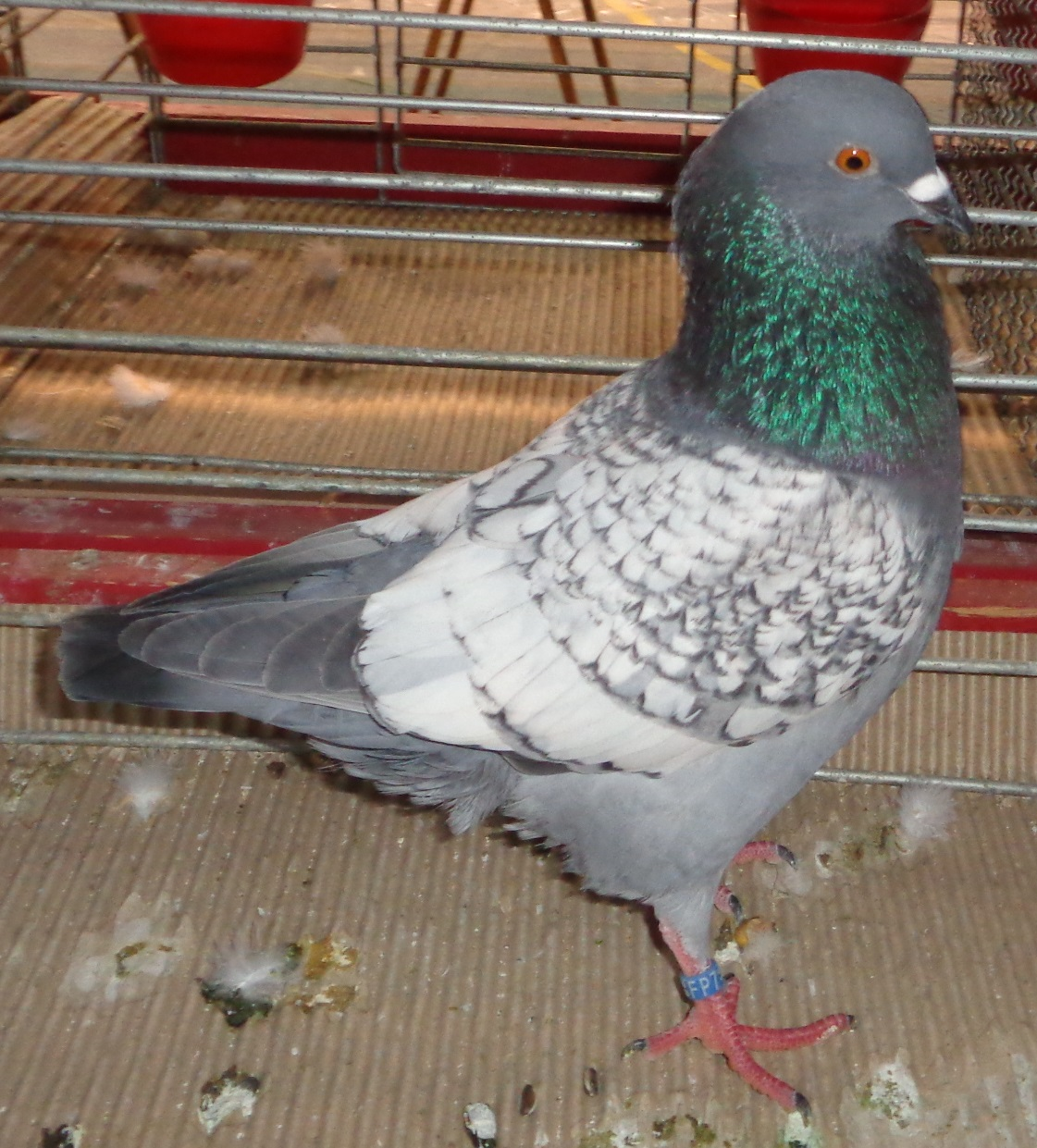
Triganino de Modène schietto bleu maillé blanc
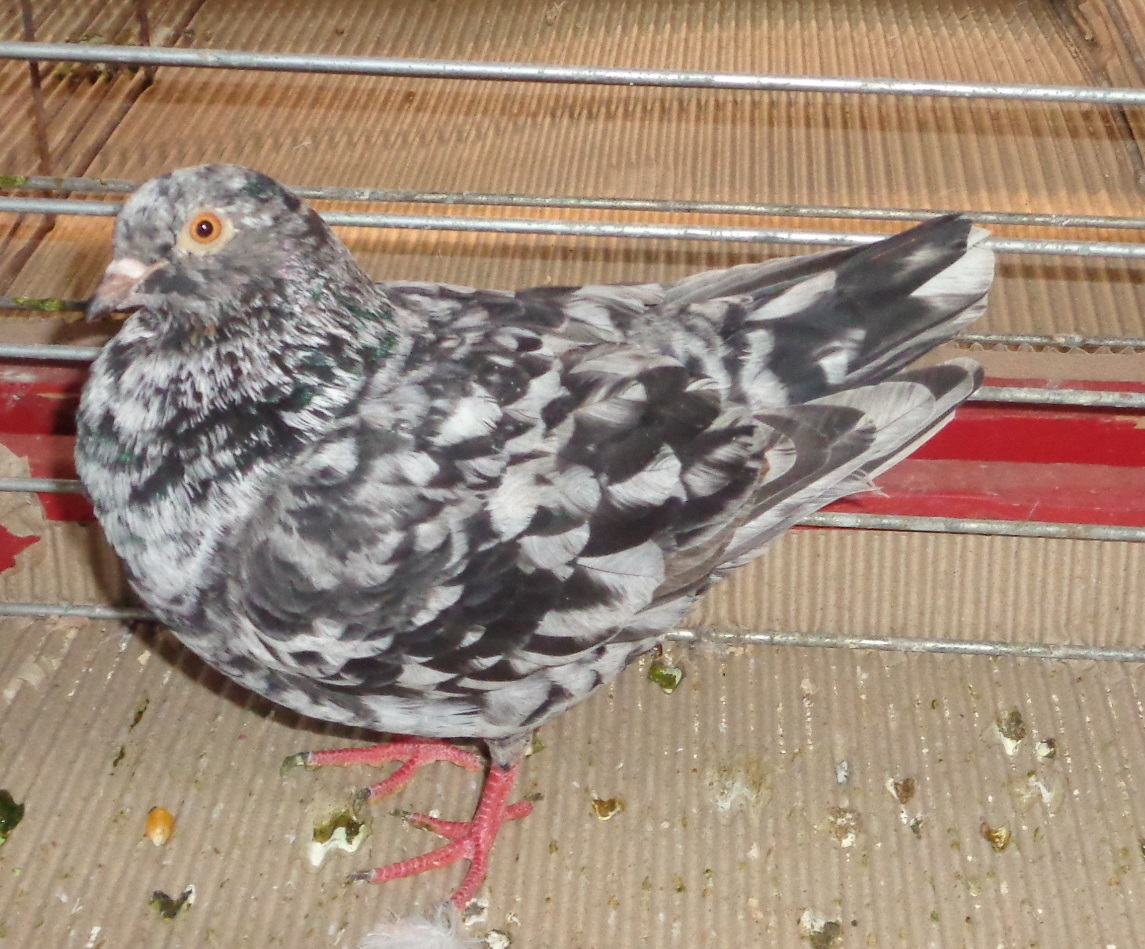
Triganino de Modène magnano
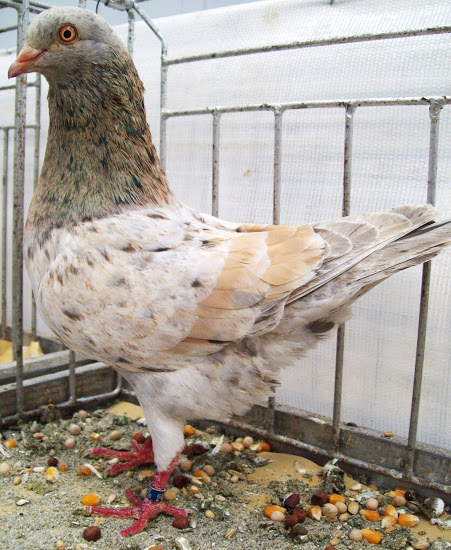
Triganino de Modène magnano
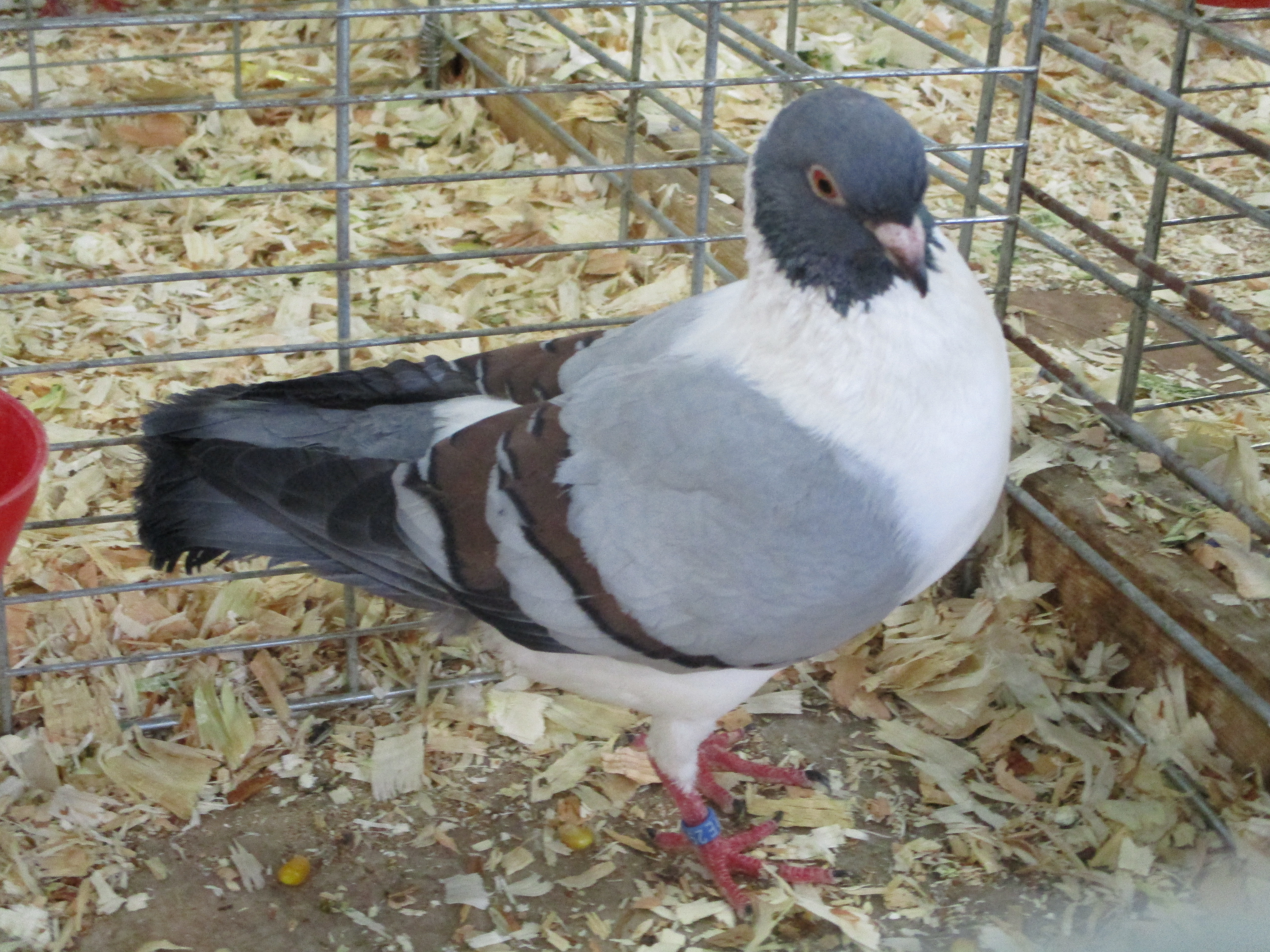
Triganino de Modène gazzo bleu barré rouge